# Henri Stoelen
Henri Stoelen (3 september 1906 - ?) was een Belgisch waterpolospeler.
Henri Stoelen nam als waterpoloër eenmaal succesvol deel aan de Olympische Spelen; in 1936. Hij wist een bronzen medaille te winnen voor België. Hij speelde in alle zeven wedstrijden mee.
Gérard Blitz · 
Albert Castelyns · 
Pierre Coppieters · 
Joseph De Combe · 
Henri De Pauw · 
Henri Disy · 
Fernand Isselé · 
Edmond Michiels · 
Henri Stoelen